# 安哥拉匡撒
安哥拉匡撒（符號：Kz，ISO貨幣編號：AOA）是安哥拉的流通貨幣，以安哥拉境内大河宽扎河命名。自1977年發行以來，寬扎已經使用過四個不同的名稱。

## 第一代宽扎（1977-1990）
安哥拉独立后使用宽扎.等值取代了 安哥拉埃斯库多 ，分为100 勒韦. ISO 4217代号为 AOK.

### 硬币

安哥拉在1999年開始流通的硬幣系列。

宽扎的第一枚硬币没有任何发行日期，尽管都显示了1975年11月11日的独立日期.他们的面值是50 勒韦, 1, 2, 5 and 10 宽扎. 20宽扎1978年增加，最后出现的日期是1979年.

### 纸币
1977, 纸币 (日期1976)以国家银行的名义发行，面值20, 50, 100, 500和 1000宽扎. 20宽扎的纸币1978年被硬币取代.

## 新宽扎（1990-1995）
1990,引进新宽扎（Novo Kwanza）, ISO 4217代码为 AON.尽管等值取代宽扎，安哥拉人只能将5%的旧纸币兑换为新纸币，他们必须将剩余纸币兑换政府债券。宽扎出现高通胀.

### 纸币
新宽扎只以纸币形式出现.第一张纸币1990年发行，只是在早期纸币上加盖50 (并不确定), 500, 1000和 5000新宽扎 (5000新宽扎加盖在100宽扎上).1991,新字被从正式发行的100, 500, 1000, 5000, 10,000, 50,000, 100,000 和 500,000宽扎纸币上去掉。

## 新调宽扎（1995-1999）
1995, 新调宽扎（Kwanza reajustado）以1：1000取代了早先的宽扎 ，它的ISO 4217 代码是AOR. 通胀继续发生，没有发行硬币.

### 纸币
不管兑换率，旧宽扎是如此低值，以至于新调宽扎最小面值是1000.其余纸币是 5,000, 10,000, 50,000, 100,000, 500,000, 1,000,000 and 5,000,000 宽扎.

## 第二代安哥拉匡撒（1999 -）
1999, 第2宽扎发行。与第一宽扎不用的是，新货币分为100分.新货币的发行使得硬币再次被使用。尽管发行之初仍遭受高通胀，币值目前已经稳定.

### 硬币
| 硬币                               | 硬币     | 硬币     | 硬币     | 硬币 | 硬币                 | 硬币 | 硬币     |
| 面值                               | 技术资料 | 技术资料 | 技术资料 | 描述 | 描述                 | 描述 | 铸造日期 |
| 面值                               | 直径     | 重量     | 成分     | 边   | 正面                 | 背面 | 铸造日期 |
| ---------------------------------- | -------- | -------- | -------- | ---- | -------------------- | ---- | -------- |
| 10 分                              | 15 mm    | 1.5 g    | 钢镀铜   | 齿边 | 国名, 安哥拉国徽, 年 | 面值 | 1999     |
| 50 分                              | 18 mm    | 3 g      | 钢镀铜   | 齿边 | 国名, 安哥拉国徽, 年 | 面值 | 1999     |
| 1宽扎                              | 21 mm    | 4.5 g    | 钢镀镍   | 齿边 | 国名, 安哥拉国徽, 年 | 面值 | 1999     |
| 2宽扎                              | 22 mm    | 5 g      | 钢镀镍   | 齿边 | 国名, 安哥拉国徽, 年 | 面值 | 1999     |
| 5宽扎                              | 26 mm    | 7 g      | 钢镀镍   | 齿边 | 国名, 安哥拉国徽, 年 | 面值 | 1999     |
| 对于表格的范本，请参阅硬币参数表。 |          |          |          |      |                      |      |          |

10和50分硬币由于面值太小而不再使用.

### 纸币

#### 2012年
- 50 匡撒

安哥拉在2012年開始流通的紙幣系列。

  - 正面：阿戈什蒂纽·内图、若泽·爱德华多·多斯桑托斯
  - 背面：關巴
- 100 匡撒
  - 正面：阿戈什蒂纽·内图、若泽·爱德华多·多斯桑托斯
  - 背面：
- 200 匡撒
  - 正面：阿戈什蒂纽·内图、若泽·爱德华多·多斯桑托斯
  - 背面：
- 500 匡撒
  - 正面：阿戈什蒂纽·内图、若泽·爱德华多·多斯桑托斯
  - 背面：安杜洛
- 1,000 匡撒
  - 正面：阿戈什蒂纽·内图、若泽·爱德华多·多斯桑托斯
  - 背面：卡蘭杜拉瀑布
- 2,000 匡撒
  - 正面：阿戈什蒂纽·内图、若泽·爱德华多·多斯桑托斯
  - 背面：丹德
- 5,000 匡撒
  - 正面：阿戈什蒂纽·内图、若泽·爱德华多·多斯桑托斯
  - 背面：卡潘達水壩

#### 2003年
- 200 匡撒

安哥拉曾經在2003年發行的紙幣系列。

  - 正面：阿戈什蒂紐·內圖、若澤·愛德華多·多斯桑托斯
  - 背面：罗安达的高空景色
- 500 匡撒
  - 正面：阿戈什蒂紐·內圖、若澤·愛德華多·多斯桑托斯
  - 背面：綿花
- 1,000 匡撒
  - 正面：阿戈什蒂紐·內圖、若澤·愛德華多·多斯桑托斯
  - 背面：咖啡種植園
- 2,000 匡撒
  - 正面：阿戈什蒂紐·內圖、若澤·愛德華多·多斯桑托斯
  - 背面：海邊

#### 1999年
- 1 匡撒

安哥拉曾經在1999年發行的紙幣系列。

  - 正面：阿戈什蒂紐·內圖、若澤·愛德華多·多斯桑托斯
  - 背面：婦女在採摘綿花
- 5 匡撒
  - 正面：阿戈什蒂紐·內圖、若澤·愛德華多·多斯桑托斯
  - 背面：威拉省的山脈
- 10 匡撒
  - 正面：阿戈什蒂紐·內圖、若澤·愛德華多·多斯桑托斯
  - 背面：兩隻羚羊
- 50 匡撒
  - 正面：阿戈什蒂紐·內圖、若澤·愛德華多·多斯桑托斯
  - 背面：海上石油鑽井平台
- 100 匡撒
  - 正面：阿戈什蒂紐·內圖、若澤·愛德華多·多斯桑托斯
  - 背面：安哥拉國家銀行

## 外部連結
- 安哥拉匡撒紙幣介紹頁面 （页面存档备份，存于）
- 唐的世界硬币画廊：Angola
- 罗恩·怀斯的世界纸币：Angola 镜像网站
- 现代金融系统表格－库尔特·舒勒制作：Angola 镜像网站
- 环球货币历史：Angola
- 《环球金融资料》系列：Angola Adjusted Kwanza
- 《环球金融资料》货币历史表格（ 微软试算表格式）

1. (PDF). 台北市航空貨運承攬商業同業公會. 經濟部標準檢驗局. 2024-03-20  [2024-04-25] （中文（臺灣））.